# Salmisaari (ö i Mellersta Finland, Jämsä)
Salmisaari är en ö i Finland. Den ligger i sjön Eväjärvi och i kommunen Jämsä i landskapet Mellersta Finland, i den södra delen av landet, 190 km norr om huvudstaden Helsingfors. Öns area är 1,1 hektar och dess största längd är 230 meter i nord-sydlig riktning.